# Cristian Ramírez
Cristian Leonel Ramírez Zambrano (ur. 12 sierpnia 1994 w Santo Domingo) – piłkarz ekwadorski z obywatelstwem rosyjskim grający na pozycji lewego obrońcy. Od 2023 roku jest zawodnikiem klubu Ferencvárosi TC.

## Kariera klubowa
Swoją karierę piłkarską Ramírez rozpoczął w klubie CSCyD Brasilia. Następnie w 2009 roku podjął treningi w zespole Independiente. W 2011 roku awansował do kadry pierwszego zespołu. 18 maja 2011 zadebiutował w Serie A w przegranym 1:2 domowym meczu z LDU Quito. W Independiente grał do końca 2012 roku.
Na początku 2013 roku Ramírez przeszedł do Fortuny Düsseldorf. W sezonie 2012/2013 spadł z nią z Bundesligi do 2. Bundesligi. W Fortunie zadebiutował w sezonie 2013/2014, 22 lipca 2013, w wygranym 1:0 domowym meczu z Energie Cottbus. W 2014 roku został wypożyczony do 1. FC Nürnberg, a w 2015 do Ferencvárosi TC. Latem 2015 został wykupiony przez Węgrów. Udane występy w drużynie z Budapesztu, zaowocowały transferem do rosyjskiego FK Krasnodar, w styczniu 2017 roku. Barwy tego klubu reprezentuje po dziś dzień.

## Kariera reprezentacyjna
W reprezentacji Ekwadoru Ramírez zadebiutował 20 listopada 2013 w zremisowanym 2:2 towarzyskim meczu z Hondurasem.